# Birthe Larsen (økonom)
 Der er flere personer med dette navn, se Birthe Larsen.
Birthe Larsen er en dansk økonom med speciale i arbejdsmarkedsøkonomi. Hun er lektor ved Copenhagen Business School og leder af CBS' tværfaglige forskningssamarbejde Inequality Platform. Hun har bl.a. skrevet analyser i dagbladene Børsen og Information om økonomiske emner.

## Karriere og privatliv
Larsen har en mastergrad i økonomi fra London School of Economics i 1993. Hun blev cand.polit. ved Økonomisk Institut på Københavns Universitet i 1994 og ph.d. sammesteds i 1999. 1997-99 var hun ansat som forskningsadjunkt (postdoc) ved Aarhus Universitet. 1999-2002 var hun adjunkt på Økonomisk Institut på Copenhagen Business School, og siden 2002 har hun været lektor sammesteds. Fra januar 2018 har hun været leder (Academic Director) for BiS Platform on Inequality, CBS' forskningsplatform for forskning i økonomisk ulighed.
Larsen er gift med økonom Morten Bennedsen. Sammen har de tre børn.

## Forskning
Larsens primære forskningsområder er arbejdsmarkeds- og makroøkonomi med særligt fokus på arbejdsløshed og søge- og matching-modeller for arbejdsmarkedet. Hun har offentliggjort en lang række forskningsartikler indenfor området i bl.a. The Scandinavian Journal of Economics, European Economic Review og Journal of Macroeconomics.

## Arbejde i offentligheden
Larsen er bestyrelsesmedlem i Danmarks Videnscenter for Integration. I 2020 var hun en af initiativtagerne til oprettelsen af netværket Wine (Women in Economics in Danish Academia).
Hun har ved en række forskellige lejligheder deltaget i debatten om økonomisk forskning og økonomisk politik i Danmark. Hun har således skrevet en række økonomiske analyser og kommentarer for dagbladene Børsen og Information med emner som uddannelsesøkonomi, EU's betydning for samhandelen, de gængse danske økonomiske modeller, integration af indvandrere på arbejdsmarkedet og stigende økonomiske ulighed.
I 2023 udgav Larsen bogen Hvorfor stiger uligheden - og hvad gør vi ved det? på Informations Forlag.